# Framlingham
Framlingham is een oude marktstad en een civil parish in het oosten van Engeland, in Suffolk. Er staat een vermelding van in het Domesday Book uit 1086. Er staat een kasteel, dat door English Heritage wordt beheerd. Framlingham had 3 834 inwoners in 2021.
Ed Sheeran heeft een keer in Framlingham een videoclip opgenomen in het lied Castle on a Hill met het kasteel ook in beeld. Hij is er opgegroeid.

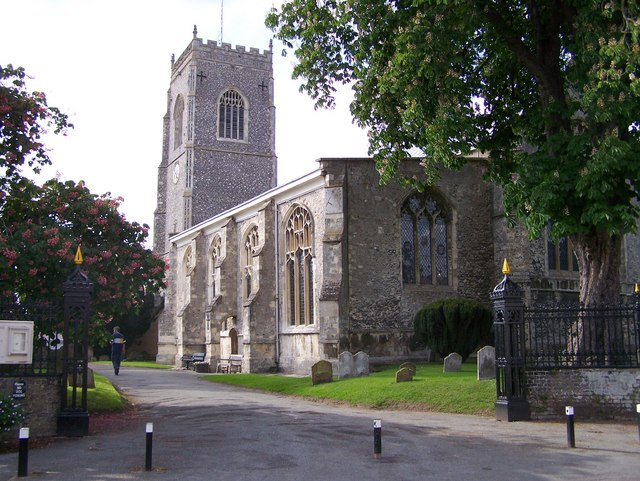
Kerk van St Michael
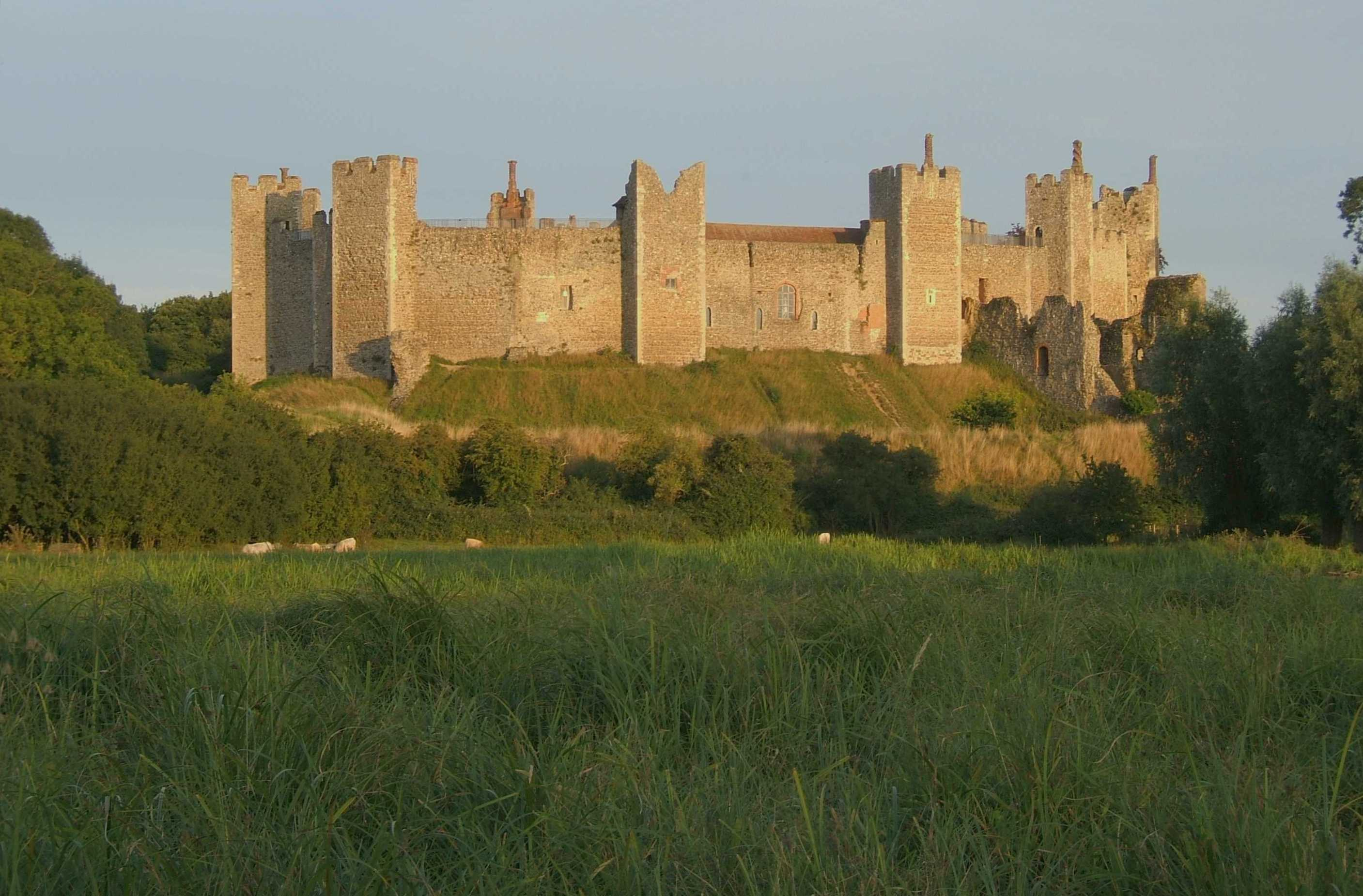
Kasteel van Framlingham